# Калмо, Меган
Меган Элизабет Калмо (англ. Megan Elizabeth Kalmoe; род. 21 августа 1983, Миннеаполис, Миннесота) — американская гребчиха, выступавшая за сборную США по академической гребле в период 2005—2017 годов. Бронзовая призёрка летних Олимпийских игр в Лондоне, чемпионка мира, победительница многих регат национального и международного значения.

## Биография
Меган Калмо родилась 21 августа 1983 года в Миннеаполисе, штат Миннесота. Увлекалась спортом с раннего детства, во время учёбы в старшей школе участвовала в соревнованиях по бегу по пересечённой местности, играла в баскетбольной команде.
Заниматься академической греблей начала в 2002 году в Вашингтонском университете. Состояла в университетской гребной команде «Вашингтон Хаскис», в составе которой неоднократно принимала участие в различных студенческих регатах. Позже проходила подготовку Нью-йоркском атлетическом клубе и в Гребном тренировочном центре Соединённых Штатов в Принстоне.
Впервые заявила о себе в гребле на международной арене в 2005 году, выиграв золотую медаль в распашных безрульных четвёрках на молодёжном мировом первенстве в Амстердаме.
В 2008 году вошла в основной состав американской национальной сборной и выступила на летних Олимпийских играх 2008 года в Пекине — вместе с напарницей Эллен Томек показала пятый результат в программе женских парных двоек.
На этапе Кубка мира 2009 года в Люцерне получила золото и серебро в парных двойках и четвёрках соответственно. При этом на чемпионате мира в Познани попасть в число призёров не смогла — финишировала в двойках шестой.
В 2010 году в парных четвёрках заняла пятое место на мировом первенстве в Карапиро, тот же результат показала на предшествовавшей кубковой регате в Люцерне.
На чемпионате мира 2011 года в Бледе стала серебряной призёркой в парных четвёрках, уступив в финале только экипажу из Германии.
Благодаря череде удачных выступлений удостоилась права защищать честь страны на Олимпийских играх 2012 года в Лондоне — в составе парного четырёхместного экипажа, куда также вошли гребчихи Натали Делл, Кара Колер и Эдриенн Мартелли, в главном финале пришла к финишу третьей позади команд из Украины и Германии — тем самым завоевала бронзовую олимпийскую медаль.
После лондонской Олимпиады Калмо осталась в составе гребной команды США на ещё один олимпийский цикл и продолжила принимать участие в крупнейших международных регатах. Так, в 2013 году на чемпионате мира в Чхунджу она заняла пятое место в парных четвёрках, в той же дисциплине выиграла серебряную медаль на этапе Кубка мира в Сиднее.
В 2014 году в восьмёрках одержала победу на этапе Кубка мира в Эгбелете, в то время как на мировом первенстве в Амстердаме получила серебро в распашных безрульных двойках, проиграв на финише команде Великобритании.
На чемпионате мира 2015 года в Эгбелете была лучшей в зачёте парных четвёрок.
Находясь в числе лидеров американской национальной сборной, Меган Калмо благополучно прошла отбор на Олимпийские игры 2016 года в Рио-де-Жанейро — здесь вновь стартовала в парных четвёрках, но на сей раз в финале пришла к финишу пятой.
В 2017 году в безрульных двойках выиграла серебряные медали на этапах Кубка мира в Познани и Люцерне, а также взяла серебро на домашнем мировом первенстве в Сарасоте, где уступила спортсменкам из Новой Зеландии.